# 점박이하이에나
점박이하이에나 혹은 얼룩하이에나, 얼룩점박이하이에나(학명: Crocuta crocuta)는 하이에나 중 몸집이 가장 크다. 점박이하이에나들은 굴집에서 공동생활을 한다.

## 개요
사하라 사막 이남의 아프리카 전역에 분포하며 암컷 몸길이 약160cm, 몸무게 60kg, 수컷 몸길이 약140cm, 50kg으로 힘이 세고 리더의 인솔하에 집단 행동을 한다. 서식하는 지역에 따라 클랜(clan)이라는 무리를 이루며, 무리 간의 결속력이 강하다. 클랜의 리더는 암컷이며, 낮에는 굴이나 숲에 들어가 있다가 저녁 때부터 활동한다. 매우 공격적이고 성질이 사나우며 최강의 지구력에 후각, 청각도 뛰어나다.

## 식량
'사냥의 왕'이라고 불리는만큼 네 다리가 튼튼한 근육질이며 95%의 먹이는 직접 사냥한다. 얼룩말, 누, 임팔라, 리추에, 톰슨가젤, 그랜트가젤, 스프링복, 혹멧돼지 등을 잡아먹는다. 95%의 먹이는 직접 사냥해서 먹고, 나머지는 사자 등의 다른동물들이 먹다남긴 고기를 먹어치우거나 죽은 고기와 썩은 고기도 먹는다.
또 육식동물의 먹이도 먹이로 삼는데, 검은등자칼, 가로줄무늬자칼, 큰귀여우의 먹이뿐만 아니라 벌꿀오소리, 몽구스, 서벌, 카라칼, 치타, 표범, 아프리카들개의 먹이도 가로채고 심지어 드물게는 사자의 먹이도 가로채는 경우도 있다.
또한 물고기도 먹는다. 또 새 종류도 예외가 아닌데, 작은 새들도 가리지 않고 잡아먹는다.
그리고 가축도 사냥하는데 주로 돼지와 거위를 잡아먹으며 소, 돼지, 거위, 염소, 양, 닭, 오리 등 가리지 않고 공격한다.
때로는 식물을 먹이로 삼기도 한다. 대표적인 잡식동물로 식물이라고 가리지 않는다. 잡식동물 중 하나이다.
무는힘이 매우세서 동물의 뼈를 씹어먹을 수도 있고 거북의 등껍질도 깨부술 수도 있다.

## 계통 분류
다음은 하이에나과의 계통 분류이다.

|      | 점박이하이에나                                                  |
|      |                                                                 |
| N.N. | \| \| 줄무늬하이에나 \| \| \| \| \| \| 갈색하이에나 \| \| \| \| |
|      | \| \| 줄무늬하이에나 \| \| \| \| \| \| 갈색하이에나 \| \| \| \| |
|      | 줄무늬하이에나                                                  |
|      |                                                                 |
|      | 갈색하이에나                                                    |
|      |                                                                 |

|  | 줄무늬하이에나 |
|  |                |
|  | 갈색하이에나   |
|  |                |

|      | 점박이하이에나                                                  |
|      |                                                                 |
| N.N. | \| \| 줄무늬하이에나 \| \| \| \| \| \| 갈색하이에나 \| \| \| \| |
|      | \| \| 줄무늬하이에나 \| \| \| \| \| \| 갈색하이에나 \| \| \| \| |
|      | 줄무늬하이에나                                                  |
|      |                                                                 |
|      | 갈색하이에나                                                    |
|      |                                                                 |

|  | 줄무늬하이에나 |
|  |                |
|  | 갈색하이에나   |
|  |                |